# Jemenitische Arabische Republiek
De Jemenitische Arabische Republiek (afgekort JAR, Arabisch: الجمهوريّة العربية اليمنية = al-Jamhūrīyah al-`Arabīyah al-Yamanīyah), ook bekend als Noord-Jemen of Jemen (Sanaa), was van 1962 tot 1990 een land in het noorden van wat nu Jemen is. De hoofdstad was Sanaa.

## Geschiedenis
Na het uiteenvallen van het Ottomaanse Rijk werd Noord-Jemen onafhankelijk als het Mutawakkilitisch Koninkrijk Jemen. Op 27 september 1962 pleegden opstandelingen een staatsgreep, bezetten Sanaa en zetten imam-koning Mohammed al-Badr af. De opstandelingen waren geïnspireerd door de Arabisch-nationalistische ideologie van de Verenigde Arabische Republiek (VAR) van president Gamal Abdul Nasser en ze doopten hun land om tot Jemenitische Arabische Republiek. (Overigens bestond de VAR toen nog slechts uit Egypte, Syrië had zich reeds onafhankelijk verklaard.) In de Noord-Jemenitische Burgeroorlog die volgde werd de JAR gesteund door Egypte en werd koning Badr gesteund door Jordanië en Saoedi-Arabië. De oorlog werd in 1968 uiteindelijk door de JAR gewonnen. In 1978 werd generaal Ali Abdullah Saleh staatshoofd van het land. Hij bleef dit tot aan de hereniging in 1990. In 1982 stichtte hij de beweging, het Algemene Volkscongres (GPC). Het GPC werd de enige toegestane politieke groepering in het land.

## Hereniging
Met het zuidelijke buurland, de Democratische Volksrepubliek Jemen (DVRJ), ook bekend als Zuid-Jemen, waren er lange tijd regelmatig gesprekken over een hereniging. Toch kwam het in 1979 bijna tot oorlog. In mei 1988 sloten de JAR en de DVRJ akkoorden die leidden tot een betere verstandhouding en die uiteindelijk tot een hereniging in 1990 zouden leiden. Noord- en Zuid-Jemen waren voordien honderden jaren gescheiden geweest. Saleh werd de eerste president van het verenigde land.

## Verwijzingen
1. ↑  Het GPC was geen politieke partij, die waren krachtens de grondwet van 1970 verboden: H.A.H. Al Yemeni:  The Dynamic of Democratisation – Political Parties in Yemen, Friedrich Ebert Stiftung, Toennes Satz + Druck GmbH, Erkrath 2003, p. 24